# ホリデイ (センチメンタル・シティ・ロマンスのアルバム)
『ホリデイ』は、センチメンタル・シティ・ロマンスの通算2枚目のアルバム。1976年8月21日発売。

## 解説
前作から1年ぶりのリリースとなった2ndオリジナル・アルバム。
本作より、ドラムスに野口明彦（元シュガー・ベイブ）が加入し、ドラムスに加え、2曲でボーカルを担当している。
レコーディング前に、完璧にアレンジを施してから録音に臨んだ前作と異なり、三重県にあるリゾート宿泊施設・合歓の郷（ねむのさと）に録音機材を持ち込み、合宿のようなかたちでレコーディングが行われた。
細井豊と加藤文敏が作詞や作曲を行った楽曲が初めて収録された。2曲で作詞を担当している「ロマンboys」は、中野督夫とマネージャーの竹内正美が合作した際のペンネームである。
前作よりも間奏パートやギターソロが増え、ロック色を強めたアルバムとなったが、当時はヒットせず、バンドはCBSソニーを離れ、レコード会社を移籍することとなった。

## 収録曲
オリジナル・アナログ盤では5曲目からがB面となっていた。
- 編曲：センチメンタル・シティ・ロマンス

1. ムーンシャイン＆サンシャイン
  - 作詞・作曲：中野督夫
2. 内海ラヴ
  - 作詞・作曲：細井豊
3. ロマンス航路
  - 作詞：ロマンboys／作曲：百点"T"満太郎
4. マンボ・ジャンボ
  - 作詞：加藤文敏／作曲：加藤文敏、細井豊、告井延隆
5. U.S.タイムマシーン
  - 作詞：TAKE&TOKU／作曲：TOKU
6. 遊びっこ
  - 作詞・作曲：告井延隆
7. 魅惑のサンバ流るる今宵
  - 作詞：ロマンboys／作曲：百点満太郎
8. スウィート・アイスクリーム・サンデー
  - 作詞・作曲：告井延隆
9. 明方小話
  - 作詞・作曲：中野督夫

## 参加ミュージシャン
- 中野督夫 - リード・ボーカル(#1,5,7,9)、エレクトリック・ギター、アコースティック・ギター、コーラス、センシティブ・ドライバー
- 告井延隆 - リード・ボーカル(#6,8)、エレクトリック・ギター、アコースティック・ギター、ペダル・スティール・ギター、シンセサイザー、コンガ、カバサ、ティンバレス、コーラス、バッキング・ボーカル(#3)、スクランブル・ドライバー
- 細井豊 - エレクトリック・ピアノ、アコースティック・ピアノ、ムーグ・シンセサイザー、ソリーナ、コーラス、セーフティー・ドライバー
- 加藤文敏 - エレクトリック・ベース、リード・ボーカル(#4)、コーラス、ペーパー・ドライバー
- 野口明彦 - リード・ボーカル(#2,3)、ドラムス、ギロ、コーラス、ドライビング・ヘルパー